# 巴加奇卡河 (蘇拉河支流)
巴加奇卡河（烏克蘭語：Багачка），是烏克蘭的河流，位於該國中部，屬於蘇拉河的左支流，發源自波克羅夫西卡巴加奇卡東面，流經波爾塔瓦州，河道全長12公里。